# 360-е годы
360-е (три́ста шестидеся́тые) го́ды по юлианскому календарю — промежуток времени с 1 января 360 года по 31 декабря 369 года, включающий 360 год 6-го десятилетия   и с 361 по 369 годы    7-го десятилетия IV века 1-го тысячелетия.  Они закончились 1656 лет назад.

## Важнейшие события
- Персидский поход Юлиана II[1][2][3] (363). После гибели императора Персия навязывает Римской империи невыгодный для неё мирный договор.
- Землетрясение в Греции (365).
- Прокопий поднимает мятеж в Константинополе и узурпирует власть (365—366), но терпит поражение от императора Валента II.
- Готская война (367—369) — победоносные походы Римской армии за Дунай.

## Культура
- Афанасий Великий (ок. 298—373) — один из греческих отцов церкви.

## Государственные деятели
- Юлиан II Отступник — император Римской империи (361—363).
- Валентиниан I — император на западе Римской империи (364—375).
- Валент II — император на востоке (364—378).